# چاربردار جریان
در فیزیک، و در نسبیت خاص و عام، چاربردار جریان، چاربردار تبدیلات لورنتس است که به‌جای چگالی جریان در الکترومغناطیس جایگزین شده و به صورت زیر تعریف می‌شود:
{\displaystyle J^{a}=\left(c\rho ,\mathbf {j} \right)}
که در آن:
c سرعت نور
ρ چگالی بار
J چگالی جریان قراردادی
a شاخصه فضازمان است.
بنا به اصل بقای بار در تبدیلات لورنتس، دیورژانس J برابر صفر است:
{\displaystyle D\cdot J=\partial _{a}J^{a}={\frac {\partial \rho }{\partial t}}+\nabla \cdot \mathbf {j} =0}
که در آن D تعمیم‌یافته گرادیان برای چاربردار هاست و به صورت {\displaystyle \left({\frac {1}{c}}{\frac {\partial }{\partial t}},\nabla \right)} تعریف می‌شود. و در آن از قرارداد جمع‌زنی اینشتین بهره برده شده:
{\displaystyle \partial _{a}J^{a}=\sum _{i=0}^{3}\partial _{a}J^{a}}
گاهی مشتق‌گیری فوق را به صورتی دیگر می‌نویسند: {\displaystyle J^{a}{}_{,a}=0\,}
و در نسبیت عام: {\displaystyle J^{a}{}_{;a}=0\,}